# Callicorixa audeni
Callicorixa audeni är en insektsart som beskrevs av Hungerford 1928. Callicorixa audeni ingår i släktet Callicorixa och familjen buksimmare. Inga underarter finns listade i Catalogue of Life.